# Tony Donovan
Tony Donovan, pseudonimo di Michael Costa (Los Banos, 29 marzo 1979), è un attore pornografico statunitense, protagonista di film pornografici gay dal 1997 al 2001.

## Biografia
Appena maggiorenne iniziò la sua carriera di attore porno nel 1997.
Nonostante la sua pur breve carriera, durata meno di tre anni, ha ricevuto molti riconoscimenti, fra essi ha vinto due volte il premio di migliore attore ai GayVN Awards (sia nel 2001 che nel 2002).

## Filmografia
- Getting Straight (1998)
- Guarding The Jewels (1998)
- Hard Body 2000 (1998)
- Meet Jake (1998)
- Ryker's Revenge (1998)
- Something Very Big (1998)
- Dream Team (1999)
- Freaks (1999)
- Monsters and Size Queens (1999)
- Peepers (Gay) (1999)
- Technical Ecstasy (1999)
- Echoes (2000)
- Horsedicks 2 (2000)
- Tony (2000)
- Zak Spears: The Journey Back (2000)
- Carnal Intentions (2001)
- Horsedicks 4 (2006)
- Quickies: Horny Hunks (2006)
- Quickies: Hunks Only Party (2006)
- Quickies: Men My Ass Is Ready (2006)
- Quickies: New Gay Pleasures (2006)
- Man to Man (2008)

## Premi e nomination
| Anno | Manifestazione | Premio       | Categoria                                                                        | Lavoro            | Risultato       |
| ---- | -------------- | ------------ | -------------------------------------------------------------------------------- | ----------------- | --------------- |
| 1998 | GayVN Awards   | GayVN Award  | Miglior scena di sesso di gruppo (con Zachery Scott, Brett Ford e Chad Donovan)  | Ryker's Revenge   | Vincitore/trice |
| 2000 | Grabby Awards  | Grabby Award | Best Supporting Actor                                                            | The Dream Team    | Vincitore/trice |
| 2001 | Grabby Awards  | Grabby Award | Miglior attore                                                                   | Echoes            | Vincitore/trice |
| 2001 | Grabby Awards  | Grabby Award | Miglior scena di sesso di gruppo (con Clint Cooper, Blake Harper e Chad Johnson) | Echoes            | Vincitore/trice |
| 2001 | Grabby Awards  | Grabby Award | Best Duo Sex Scene (con Nick Yeager)                                             | Echoes            | Candidato/a     |
| 2001 | Grabby Awards  | Grabby Award | Best Three-Way Sex Scene (con Cæsar e Anthony Cox)                               | The Journey Back  | Candidato/a     |
| 2001 | GayVN Awards   | GayVN Award  | Miglior attore                                                                   | Echoes            | Vincitore/trice |
| 2002 | Grabby Awards  | Grabby Award | Miglior attore                                                                   | Carnal Intentions | Vincitore/trice |
| 2002 | Grabby Awards  | Grabby Award | Best Duo Sex Scene (con Dylan Vox)                                               | Carnal Intentions | Vincitore/trice |
| 2002 | GayVN Awards   | GayVN Award  | Miglior attore (ex aequo con Zak Spears per The Joint)                           | Carnal Intentions | Vincitore/trice |